# 톰스카

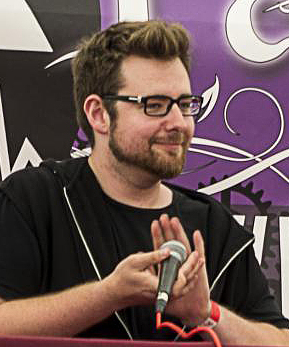

톰스카(영어: TomSka) 또는 톰(영어: Tom)은 영국의 코미디언이자 애니메이터로, 본명은 토머스 제임스 리지웰(Thomas James Ridgewell)이다.
1990년 6월 27일에 태어났으며, 실사 스케치 코미디 시리즈와 웹 애니메이션 "asdfmovie", "크래시 줌(Crash Zoom)"의 저자이다. 과거 에드 굴드와 매트 하그리브즈가 주도했던 애니메이션 "에즈월드(Eddsworld)"의 초기 제작 팀에 소속되어 있었으며, 해당 작품의 캐릭터 '톰'의 모티브가 된 인물로 알려져 있다.

## 생애
영국 에식스주에서 태어났다. 어린 시절, 자신의 부모가 가지고 있었던 카메라로 단편 영화를 만든 적 있었다. 2004년에 에드 굴드와 친해졌고, 유튜브가 처음으로 설립되었을 때 톰은 asdfmovie와 자신의 친구였던 에드 굴드와 톰의 제작물을 업로드한 사이트 '케이크밤(CakeBomb)'을 개설했다.
2004년 에드 굴드의 애니메이션 Eddswrold에 개입해 제작 겸 등장인물 톰의 성우로 활동하다가 2016년부터 Eddsworld에서 개입을 하지 않고, 매트 하그리브즈에게 시리즈의 제작을 양도했으며 톰의 성우 역시 교체되었다.
2012년 톰은 런던에 TurboPunch Ltd.를 설립했다. 에디 보울리와 엘리엇 고프가 해당 기업에서 일하고 있다.

## 서적
- "Sam Kills Christmas" ISBN 9780751563047
- "Art is Dead: the asdf book" ISBN 0751563056